# Bertram McLean
Bertram McLean nadimka "Ranchie" je bio je jamajčanski reggae glazbenik koji svira od 1970-ih. Snimao je s mnogim jamajčanskim glazbenim zvijezdama.

## Karijera
Od početka 1970-ih svira kao studijski glazbenik. Svirao je sa sastavom RHT Invincibles (čiji članovi su bili Lloyd Parks, Sly Dunbar i Ansell Collins), Randyjevim kućnim sastavom The Impact All Stars, The Revolutionaries te Skin, Flesh & Bones. Svirao je na albumima glazbenika kao što su Earth & Stone, Culture i Jimmy Cliff. Izdao je samostalne uratke među kojima je singl Toy.
Gitarist je i bas-gitarist, no osim tih glazbala, svira i klavijature. Tijekom 1980-ih bio je traženi studijski glabzenik. Pridružio se Cliffovom pozadinskom sastavu Oneness te je pisao i pjesme za njega, među kojima su Rub-A-Dub Partner i Roots Woman, snimao je s The Clarendoniansima i Sadaom Watanabeom te je svirao na glazbi za film Club Paradise u kojem je također imao malu ulogu. 1990-ih je još više radio, među ostalim s glazbenicima kao što su Burning Spear, I Roy, The Meditations te Sly & Robbie.

## Vanjske poveznice
- Roots-archives Ranchie Mclean